# San Martín de Tous
San Martín de Tous (en catalán y oficialmente Sant Martí de Tous) es un municipio y localidad española de la provincia de Barcelona, en la comunidad autónoma de Cataluña. El término municipal, ubicado en la comarca de Noya, tiene una población de 1275 habitantes (INE 2024).

## Geografía
El municipio está situado en la parte occidental de la comarca de Noya.

## Historia
Hasta la reforma de la nomenclatura municipal de 1916 el municipio se llamaba simplemente Tous. En dicha fecha su nombre fue modificado por el de San Martin de Tous.

## Demografía
San Martín de Tous cuenta con una población de 1275 habitantes (INE 2024).
| Gráfica de evolución demográfica de San Martín de Tous entre 1842 y 2021 |
| |
| Población de derecho según los censos de población del INE. Población de hecho según los censos de población del INE.En estos censos se denominaba Tous: 1842, 1857, 1860, 1877, 1887, 1897, 1900 y 1910. En estos censos se denominaba San Martín de Tous: 1920, 1930, 1940, 1950, 1960, 1970 y 1981. Entre el censo de 1857 y el anterior, crece el término del municipio porque incorpora a Fiol. |

| 1900 | 1930 | 1950 | 1970 | 1981 | 1986 | 2019 |
| ---- | ---- | ---- | ---- | ---- | ---- | ---- |
| 797  | 1166 | 1115 | 1072 | 1027 | 1002 | 1235 |

## Economía
Agricultura, ganadería, avicultura y pequeña industria.

## Patrimonio
- Castillo de Tous, restaurado.

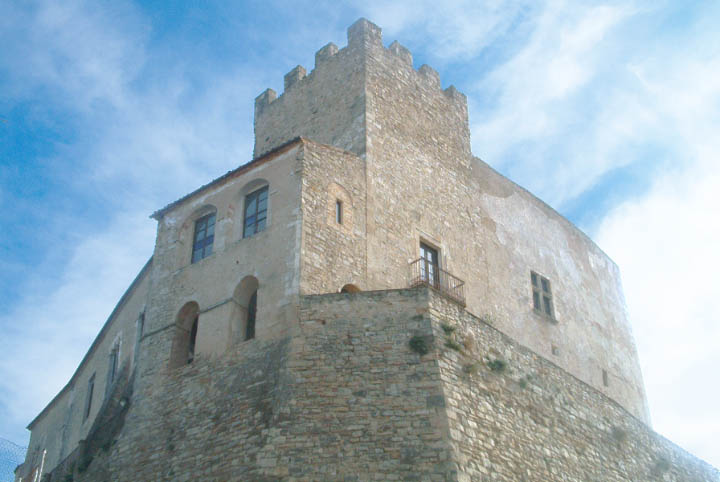
Castillo de Tous

- Iglesia de San Pedro de l'Erm, de estilo románico, Tous (carretera de Santa Coloma).
- Iglesia de Santa María de la Roqueta, de estilo románico, en Fillol.
- Ruinas del castillo de la Roqueta, en Fillol.
- Salto de agua, en el Paraje de La Fou